# ريتويرتا
بلدية ريتويرتا (بالإسبانية: Retuerta)‏, هي إحدى بلديات مقاطعة برغش, التي تقع في منطقة قشتالة وليون, والتي تقع في شمال غرب إسبانيا.
يبلغ عدد سكانها 67 نسمة وفقاً لإحصائية سنة (2002).